# Viana (San Pedro de Viana)
Viana ist eine Ansiedlung in der Parroquia San Pedro de Viana im Municipio (galicisch Concello) Chantada (Comarca Chantada, Provinz Lugo, Autonome Gemeinschaft Galicien).

## Lage und Infrastruktur
Durch Viana liegt an der LU-P 1805, über die man in südwestlicher Richtung Esmoriz und in nordöstlicher Richtung O Solar erreicht. Ca. 1. km nördlich liegt Axulfe, auf dem Landweg direkt über die LU-P 1815 verbunden.
Umgeben ist Viana von Landwirtschaftsflächen.